# Xyleus araguaia
Xyleus araguaia är en insektsart som beskrevs av Frédéric Carbonell 2004. Xyleus araguaia ingår i släktet Xyleus och familjen Romaleidae. Inga underarter finns listade i Catalogue of Life.